# Dzięgiel chiński
Dzięgiel chiński (Angelica sinensis) – gatunek rośliny z rodziny selerowatych (Apiaceae). Występuje naturalnie w Chinach (prowincje: Gansu, Hubei, Shaanxi, Syczuan, Junnan).

## Morfologia
KorzeńKorzeń główny rozgałęzia się obficie na 10 lub więcej stożkowatych korzeni. Cały korzeń ma długość około 15–25 cm. Pierścieniowata nasada korzenia o średnicy około 1,5–4 cm jest tępa, o okrągławym szczycie i wykazuje obecność żółtawozielonych pozostałości po łodygach i ogonkach liściowych. Powierzchnia zewnętrzna jest jasnobrunatnawożółta lub ciemnobrunatna, guzowata, nieregularnie podłużnie prążkowana i wykazująca obecność blizn po korzeniach i poprzecznych soczewkowatych śladów. Rozgałęziające się korzenie są w górnej części grube (0,3–1 cm średnicy) i cienkie w części dolnej. Są one często skręcone i wykazują obecność nielicznych blizn po korzeniach. Konsystencja jest krucha. Przełam jest żółtawobiały lub żółtawobrunatny o szerokiej warstwie korowej z nielicznymi przestworami powietrznymi i licznymi brunatnymi punktami odpowiadającymi przewodom wydzielniczym. Miazga jest widoczna w postaci żółtawobrunatnego pierścienia. Drewno jest jasno zabarwione.

## Zastosowanie

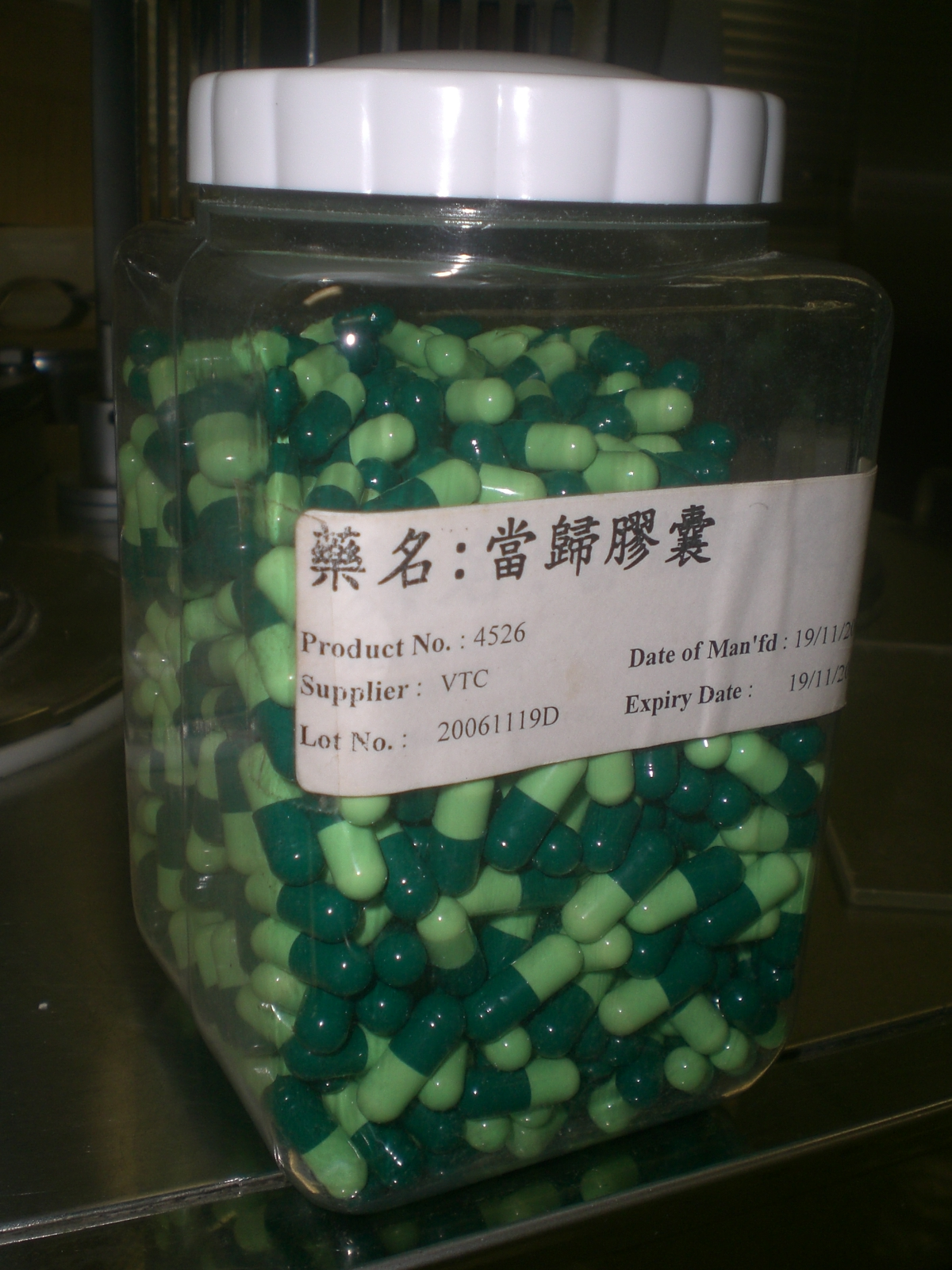
Tabletki z dzięglem chińskim

### Roślina lecznicza
Surowiec zielarskiKorzeń dzięgla chińskiego (Angelicae sinensis radix) – wysuszony w dymie, cały lub połamany korzeń, pozbawiony korzonków.
Działanie i zastosowanieDzięgiel chiński jest stosowany w chińskiej medycynie. Zawiera m.in. witaminę E, przede wszystkim w korzeniach i kłączach. Zgodnie z chińską medycyną, Danggui (当归; jak zwany jest po chińsku) przepisywany jest na kobiece dolegliwości takie jak menopauza, trudne miesiączkowanie czy stany poporodowe, ze względu na swoje właściwości znieczulające i uspokajające. Według Chińczyków ma dobroczynny wpływ na gospodarkę hormonalną kobiety, z tego powodu nazywany jest "żeńskim żeń-szeniem".